# Hawthorne, Nevada
Hawthorne är administrativ huvudort i Mineral County i Nevada. Enligt 2010 års folkräkning hade Hawthorne 3 269 invånare.
Runt orten ligger USA:s armés ammunitionsdepå Hawthorne Army Depot som är världens största av sitt slag.